# Pricke

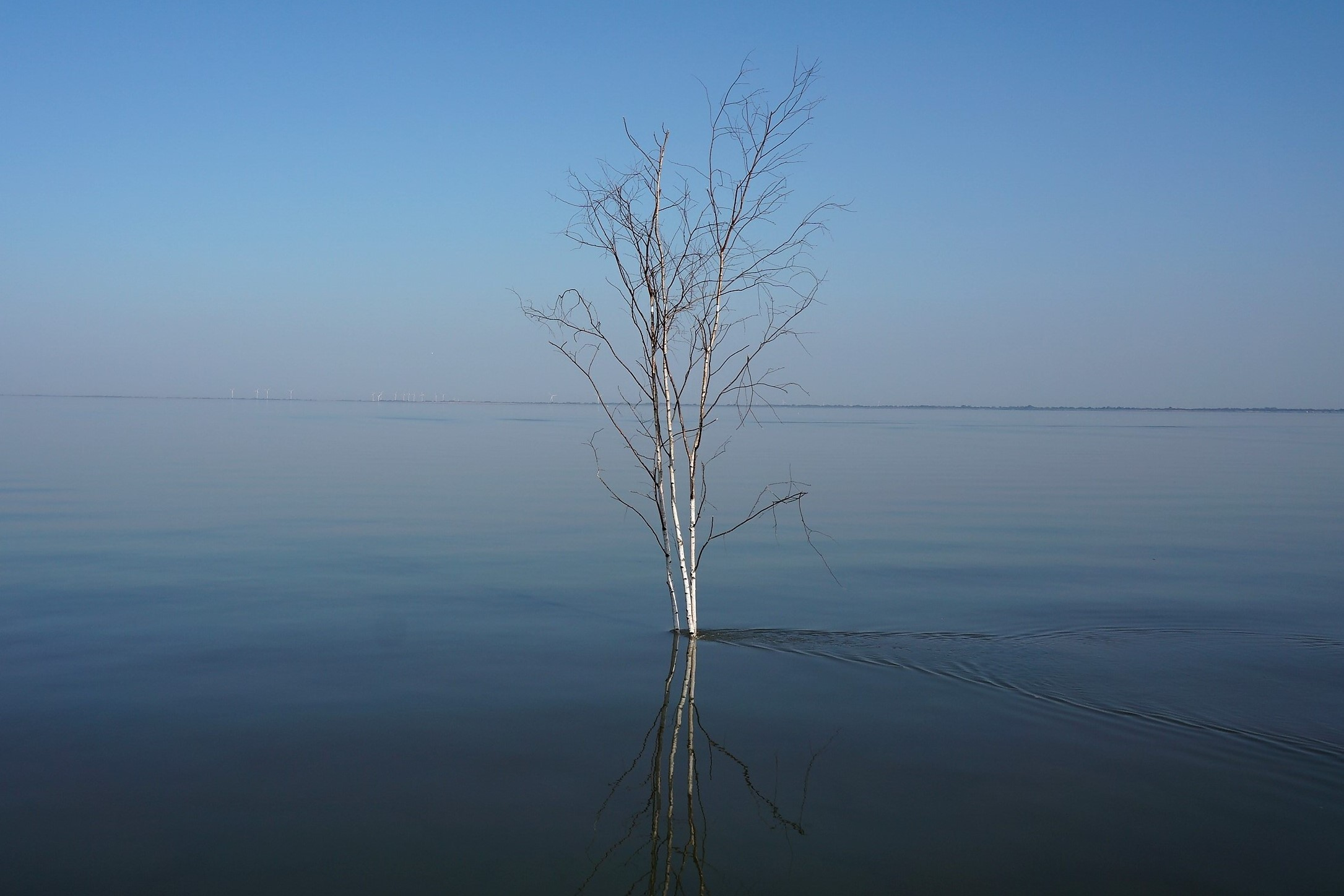
Backbordpricke im Jadebusen

Die Pricke oder Prigge ist eine häufig im Wattenmeer verwendete Kennzeichnung von Fahrwassern oder Wattwanderwegen. Dazu werden meistens junge Birken oder Stangen mit Zweigbüscheln verwendet.

## Fahrwasser

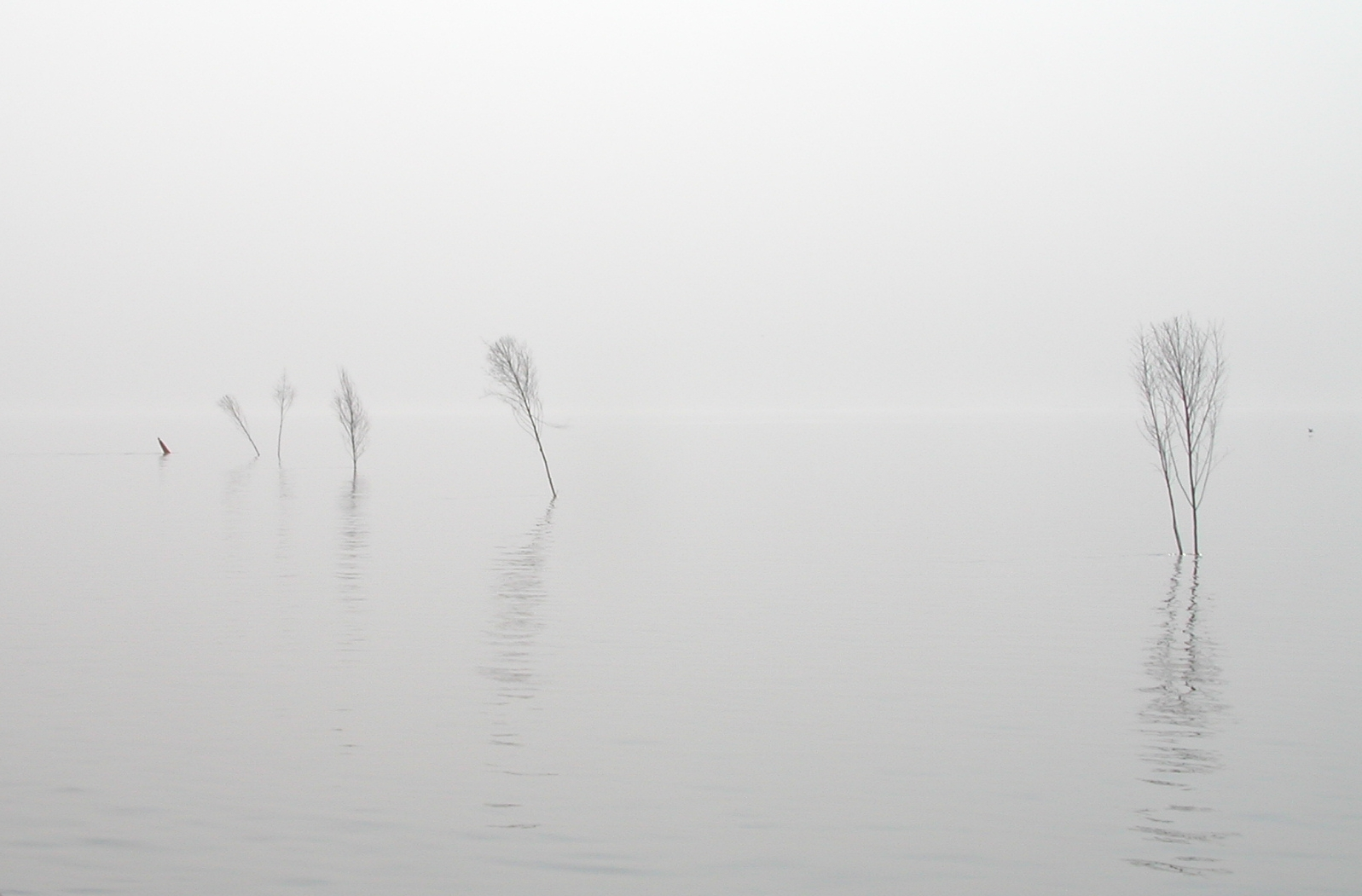
Backbordpricken vor Amrum

Zur Fahrwasserkennzeichnung werden etwa fünf bis sieben Meter hohe Pricken verwendet.
Die Pricken oder Stangen kennzeichnen ein schmales und flaches Fahrwasser (meistens im Wattenmeer), in dem eine Betonnung zu kostenaufwendig oder wegen zu geringer Wassertiefe nicht möglich wäre. Im Unterschied zur üblichen Betonnung wird meistens nur eine Seite des Fahrwassers abgesteckt.
Pricken kennzeichnen ein Fahrwasser wie folgt:
- Backbordseite des Fahrwassers: in den Grund gesteckte Birken oder Stangen, an deren oberen Ende unten zusammengebundene Zweige befestigt wurden (stumpfe Form), die Stangen tragen meist ein kleines rotes Reflektorbändchen (umgangssprachlich „Birken“ bzw. „Besen“).
- Steuerbordseite des Fahrwassers: in den Grund gesteckte Stangen, an deren oberen Ende oben zusammengebundene Zweige, die unten auseinandergebogen sind, befestigt wurden (spitze Form), sie tragen meist ein kleines grünes Reflektorbändchen (umgangssprachlich „Tannen“ genannt).
- Die Verwendung der Pricken (Backbord/Steuerbord) folgt der Richtung der Betonnung, siehe dazu Fahrwasser#Bezeichnung der Fahrwasser, und kann den Seekarten entnommen werden.

Es werden überwiegend Backbordpricken verwendet, weil die Äste nicht zusätzlich bearbeitet werden müssen. Ein Fahrwasser mit Backbordstangen wird im Volksmund aufgrund des Aussehens wie auf den Kopf gestellte Reisigbesen oft auch Besenstraße genannt.
Pricken müssen in einem Abstand von etwa drei bis fünf Metern passiert werden. Pricken überstehen in der Regel die Stürme und Eisgang des Winters nicht und müssen jedes Jahr neu gesetzt werden. Heutzutage kommen beim Setzen der Pricken Prickensetzboote zum Einsatz.

## Wattwanderwege

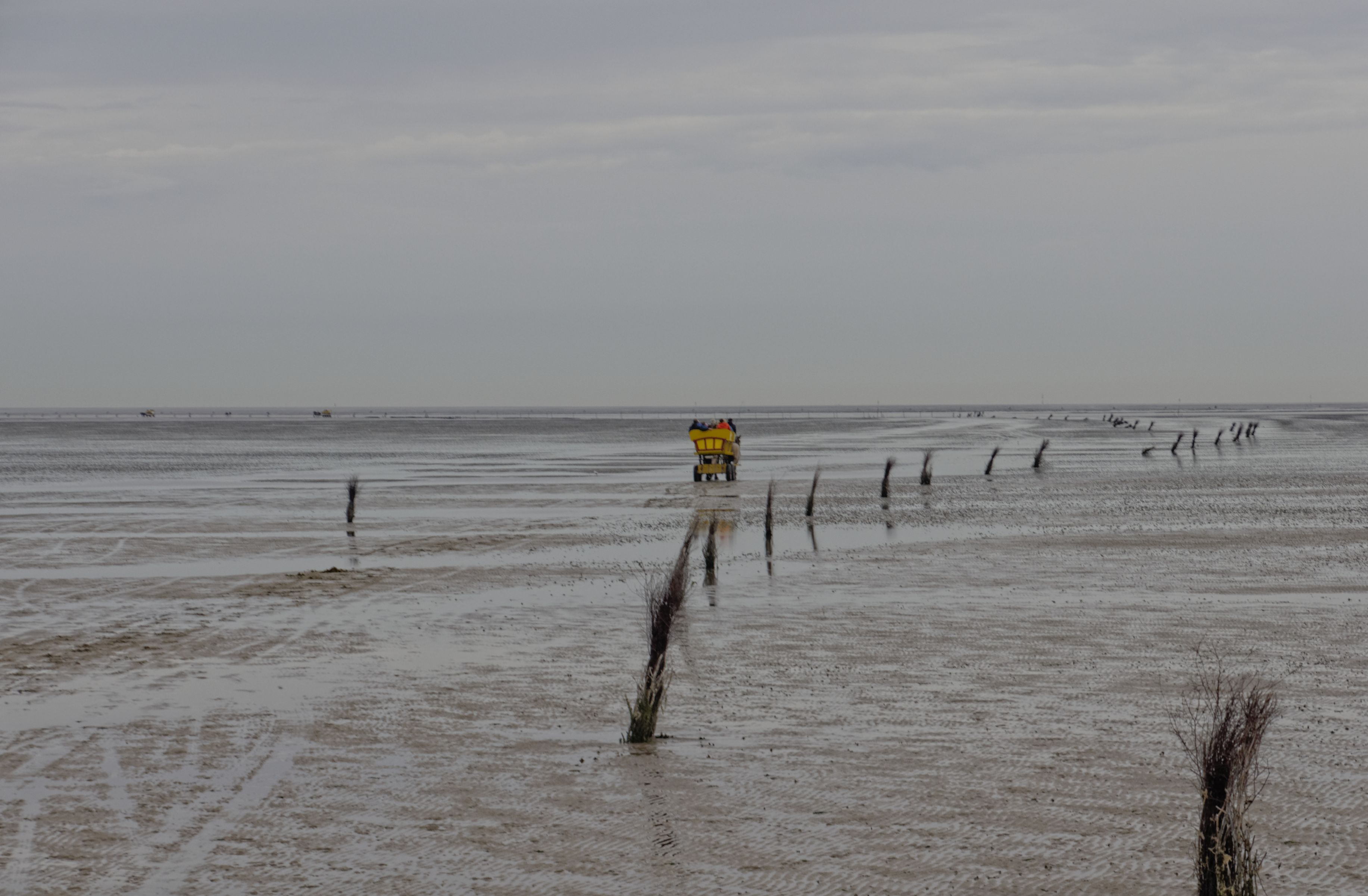
Buschpricken kennzeichnen den Wattwanderweg Sahlenburg/Duhnen-Neuwerk

Zur Markierung von Wattwanderwegen werden die Buschpricken oder Buschbaken ohne Stangen im Watt eingegraben. Diese ca. 1 m hohen Wegmarkierungen sind durch Eisgang stark gefährdet. Außerdem wandern die Priele alljährlich um einige Meter. Deshalb werden die Buschpricken im Frühjahr meist neu angelegt.